# 天主教奧埃拉斯教區
天主教奧埃拉斯教區（拉丁語：Dioecesis Oeirensis），是巴西一個天主教教區，位於皮奧伊州中部。屬特雷西納總教區。

## 歷史
教區成立於1944年12月16日，1977年12月8日易名為奧埃拉斯-弗洛里亞努教區。2008年2月27日弗洛里亞努教區析出。

## 現況
2012年有教友123,000人，佔總人口89.0%。有十四個堂區、司鐸廿三人。現任教區主教為茹亞雷斯·蘇沙·達席爾瓦。